# Tajpan australijski
Tajpan australijski, tajpan nadbrzeżny (Oxyuranus scutellatus) – gatunek jadowitego węża z rodziny zdradnicowatych.

## Występowanie
Występuje w północnej i wschodniej Australii (także na Wyspach w Cieśninie Torresa) oraz południowej Nowej Gwinei (zarówno w części należącej do Indonezji, jak i Papui-Nowej Gwinei).

## Charakterystyka
Osiąga długość ciała 180–250 cm. Barwa ciała brązowa. Zwierzę płochliwe, szybkie i w razie zagrożenia agresywne. Jego pożywienie stanowią małe ssaki, ptaki, czasami płazy bezogonowe. Ukąszenia tajpanów są śmiertelne, ale dzięki powszechnemu stosowaniu surowic do wypadków śmiertelnych dochodzi rzadko. Ma jedne z najdłuższych zębów jadowych wśród węży Australii.